# 化子坪镇
化子坪镇，是中华人民共和国陕西省延安市安塞区下辖的一个乡镇级行政单位。

## 行政区划
化子坪镇下辖以下地区：
化子坪社区、化子坪村、油方坪村、杨园村、西沟村、洞湾村、老庄沟村、梁家河村、黑泉驿村、砭山村、石家山村、芦草砭村、周河村、纸方坪村、贺庄村、红咀村、河西沟村、咀头峁村、白畔村、曹渠村和张岔村。